# Bogdan Olteanu (pallavolista)
Bogdan Alexandru Olteanu (Bucarest, 11 maggio 1981) è un pallavolista rumeno.

## Palmarès

### Club
- Coppa di Germania: 2

2002-03, 2003-04
- Coppa del Re: 2

2008-09, 2009-10
- Coppa di Francia: 1

2010-11
- Campionato argentino: 3

2011-12, 2012-13, 2013-14
- Coppa ACLAV: 2

2012, 2013
- Coppa Máster: 3

2011, 2013, 2014
- Campionato sudamericano per club: 1

2013
- Campionato rumeno: 1

2017-18
- Coppa di Romania: 1

2017-18